# Маседониън Вилидж
Маседониън Вилидж (на английски: Macedonian Village, в превод Македонско село) е село в Канада, провинция Онтарио.

## География
Маседониън Вилидж се намира на 60 км североизточно от Торонто, част от Уитби, и граничи с Коронейшън Роус на запад и защитената зона Хебър Даун на север и на изток.

## История
Селището е основано около 1945 година от семейства от Македония, които първо се заселват в близкото Торонто. Първите заселници са Стато и Васа (Цила) Козаров от село Руля и Васил и Дафина Филков (Филипс) от село Ощима. Първоначално името на селището е Красно село (Krasno Selo), тъй като основателите са с леви убеждения.
В центъра на Маседониън Вилидж е паркът „Филипс-Козаров“. Надпис върху каменна пирамида гласи: „Този парк е дарен от Стато Козаров и Васил Филипс, октомври 1945“ (this park donated by Stato Kozaroff and Vasil Phillips, October 1945).